# La Framboisière
La Framboisière ist eine französische Gemeinde mit 337 Einwohnern (Stand: 1. Januar 2022) im Département Eure-et-Loir in der Region Centre-Val de Loire. Sie gehört zum Arrondissement Chartres und zum Kanton Saint-Lubin-des-Joncherets.

## Geographie
La Framboisière liegt etwa 26 Kilometer westnordwestlich von Chartres. Umgeben wird La Framboisière von den Nachbargemeinden La Saucelle im Norden, Louvilliers-lès-Perche im Osten, Senonches im Süden sowie La Puisaye im Westen.

## Geschichte
Von 1973 bis 1987 waren La Framboisière und La Saucelle zur Gemeinde La Framboisière-la-Saucelle vereinigt.

## Bevölkerungsentwicklung
| Jahr                       | 1962 | 1968 | 1975 | 1982 | 1990 | 1999 | 2006 | 2020 |
| Einwohner                  | 243  | 192  | 316  | 353  | 289  | 297  | 301  | 346  |
| Quellen: Cassini und INSEE |      |      |      |      |      |      |      |      |

## Sehenswürdigkeiten

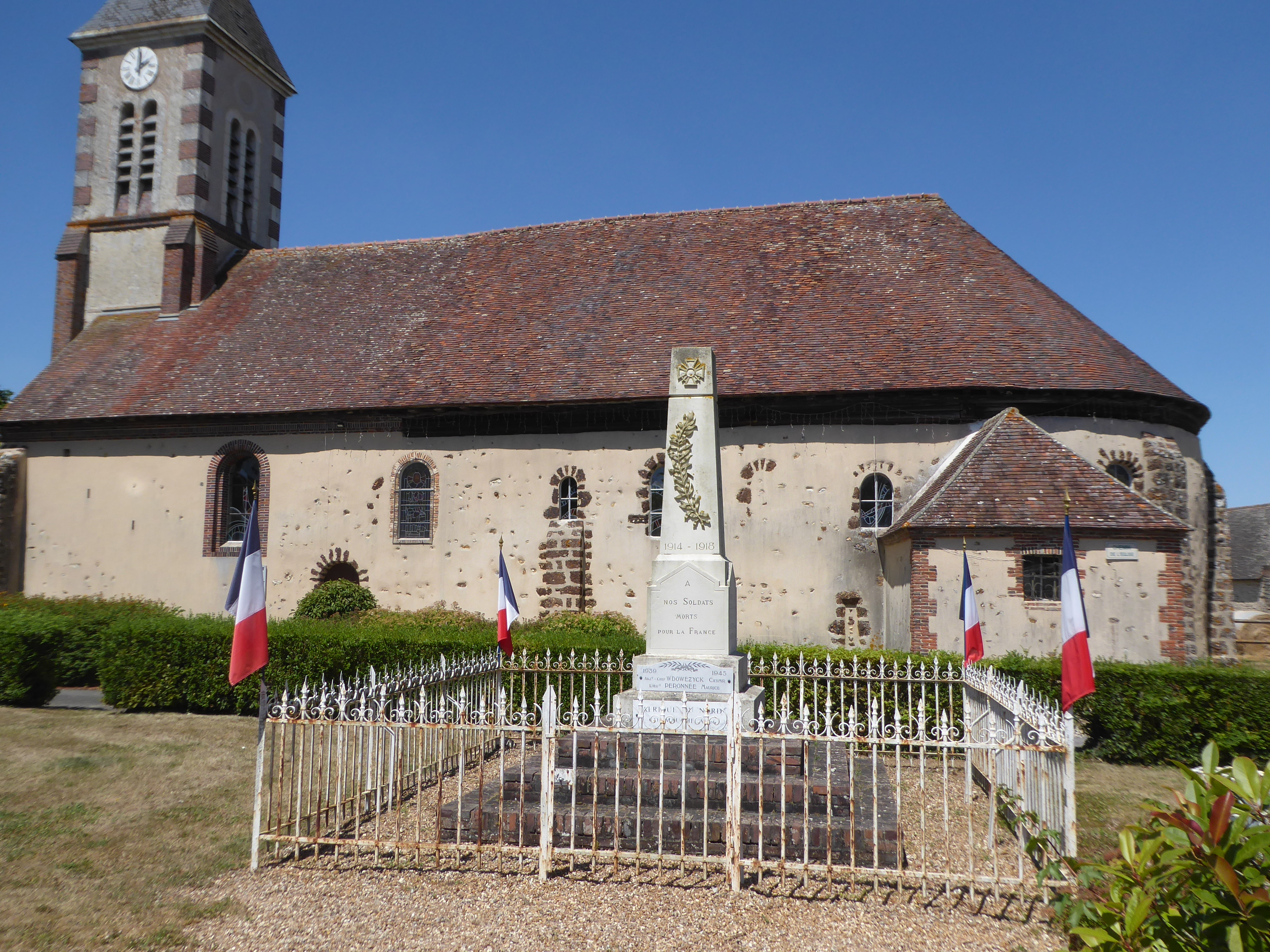
Kirche Sainte-Marie-Madeleine und Gefallenendenkmal

- Kirche Sainte-Marie-Madeleine